# Nemška vas (gmina Krško)
Nemška vas – wieś w Słowenii, w gminie Krško. W 2018 roku liczyła 29 mieszkańców.